# Хагенбах (Немачка)
Хагенбах (њем. Hagenbach) град је у њемачкој савезној држави Рајна-Палатинат. Једно је од 31 општинског средишта округа Гермерсхајм. Према процјени из 2010. у граду је живјело 5.420 становника. Посједује регионалну шифру (AGS) 7334008.

## Географски и демографски подаци
Хагенбах се налази у савезној држави Рајна-Палатинат у округу Гермерсхајм. Град се налази на надморској висини од 104 метра. Површина општине износи 15,8 km². У самом граду је, према процјени из 2010. године, живјело 5.420 становника. Просјечна густина становништва износи 342 становника/km².